# هاستينغ (نيويورك)
هاستينغ (بالإنجليزية: Hastings, New York)‏ هي بلدة أمريكية تقع في الولايات المتحدة في مقاطعة أوسويغو، نيويورك. يقدر عدد سكانها بـ 9,450 نسمة ومساحتها 119.2 كم2 وترتفع عن سطح البحر 137 متر.

## أعلام
- ألبرت بنجامين بريسكوت